# Aeródromo Los Cerrillos
El aeródromo Los Cerrillos (IATA: ULC, OACI: SCTI) fue un aeropuerto emplazado en la comuna de Cerrillos, en Santiago de Chile, en un terreno de 245 hectáreas donado al Estado chileno en 1928 por el filántropo estadounidense Daniel Guggenheim. 
El terreno del antiguo aeropuerto se encontraba ubicado entre las actuales avenidas Pedro Aguirre Cerda, Departamental, General Velásquez y Avenida Lo Errázuriz, y ocupaba unas 250 hectáreas. El nombre de esta área provenía del que recibiera, aparentemente, durante el Chile colonial: los Cerrillos de Apochame, más tarde llamados también los Cerrillos de Lo Espejo.
En 1967 este aeródromo fue reemplazado por el Aeropuerto Internacional Arturo Merino Benítez. A partir de ese momento Los Cerrillos funcionaron como aeródromo hasta el 8 de febrero de 2006, cuando fue clausurado para dar paso al proyecto urbanístico Parque Bicentenario.
En 1992, se estableció mediante decreto de la Subsecretaría de Aviación del Ministerio de Defensa Nacional la zona de protección y restricciones de altura para el aeródromo de Los Cerrillos. En enero de 2006 esta zona de protección fue derogada.
En el edificio del aeródromo se inauguró en septiembre de 2016 el Centro Nacional de Arte Contemporáneo Cerrillos.

## Historia
En 1928, el filántropo estadounidense Daniel Guggenheim —entre cuyos hermanos estaba Solomon, mecenas de las artes y primer presidente la Braden Copper Company— donó a Chile medio millón de dólares de la época para utilizar en la construcción de un aeródromo con el fin de desarrollar la aviación civil chilena, cosa que le interesaba a la familia Guggenheim por los negocios que tenían en el país. Por aquellos años la aviación civil nacional estaba iniciándose y pasando exitosamente la prueba con pioneros como César Copetta, Luis Sánchez Besa y Dagoberto Godoy. He aquí la nota dejada por el filántropo:

"He depositado hoy día en el National City Bank of New York quinientos mil dólares oro americano por cuenta de Su Excelencia Carlos Ibáñez del Campo, Presidente de la República de Chile, cuyo depósito ha sido hecho para llevar a la práctica el plan que el Presidente adopte con fines educacionales en la ciencia aeronáutica. Sírvase notificar al Presidente al respecto."
(Firmado) Daniel Güggenheim

La escritura de compraventa de los terrenos, suscrita en el año 1929, dice textualmente:

"...don Manuel Véliz Rodríguez, en representación del Supremo Gobierno, (...) acepta para el Fisco, en los términos relacionados, la propiedad materia de esta compra que se destina a la construcción de un aéreo-puerto público".
Escritura de Compraventa

Los terrenos comprados eran la hacienda Los Cerrillos, al surponiente de la capital, propiedad de Alfredo Riesco y destinada hasta entonces a la producción de pasturas, cereales y alfalfa, además de una lechería y una viña propia según se constata en guías agrícolas de la época. El aeródromo, inaugurado el 16 de mayo de 1929, fue entregado en 1935 a la estatal Línea Aérea Nacional para que se empleara de aeropuerto, en el que podían permanecer los aviones de todas las compañías de navegación aérea.

### Importancia histórica
Luego del terremoto de Chillán de 1939, la Fuerza Aérea (FACh) estableció desde el aeropuerto el primer puente aéreo realizado en el país con aviones nacionales y extranjeros (dos argentinos, un estadounidense militar, uno comercial de Panagra y un alemán con medicamentos);  en 322 vuelos, transportaron a 1.181 pasajeros y 24 toneladas de carga. A raíz del terremoto se empezaron a exigir nuevas normas de ingeniería en las construcciones y se creó la Corporación de Reconstrucción y Auxilio, posteriormente llamada Oficina Nacional de Emergencia del Ministerio del Interior (Onemi), para prestar ayuda a los damnificados.
Carlos Ibáñez del Campo dispuso construir, durante su segundo gobierno (1952-1958), una red nacional de aeropuertos acorde a las características de los nuevos y modernos aviones que revolucionarían la actividad aeronáutica mundial. El 21 de marzo de 1946 arribó por primera vez en Los Cerrillos un avión cuadrimotor que realizaba servicios de pasajeros y carga comercial.
Durante el sismo de 1960, desde él se coordinó el puente aéreo para facilitar las labores de entrega de recursos y evacuación aeromédica, que se desarrollaron con la ayuda de una gran cantidad de aeronaves (23 de la FACh, 6 comerciales y un centenar de aviones extranjeros de países que concurrieron en la ayuda como Estados Unidos y Argentina). Debido a la destrucción de los aeropuertos de la zona sur del país, muchos pilotos debieron improvisar sus aterrizajes en medio de carreteras semidestruidas.
Los Cerrillos sería más tarde absorbido por la urbe y como no tenía posibilidades de alargar su única pista, se decidió construir otro aeropuerto que lo remplazara, esta vez en la comuna de Pudahuel. Hasta la inauguración de este nuevo aeropuerto —que se bautizó con el mismo nombre de la comuna y que más tarde pasó a llamarse Aeropuerto Internacional Arturo Merino Benítez—, Los Cerrillos fue el principal aeropuerto nacional y desempeñó un papel clave en el desarrollo de la aviación comercial y militar del país.
Entre 1992 y 2004 se realizó en las instalaciones de Los Cerrillos la Feria Internacional del Aire y del Espacio (FIDAE) —inicialmente Feria Internacional del Aire (FIDA)—, que se trasladó desde la Base Aérea El Bosque para dar así cabida al creciente público que llegaba. Además, servía de lugar de entrenamiento de diversos institutos de formación aeronáutica.
A pesar de los esfuerzos realizados por diversas organizaciones, expertos y algunos políticos, la orden de no innovar presentada por la Federación Aérea de Chile fue rechazada y el aeródromo cerró definitivamente sus puertas el 8 de febrero de 2006, para dar paso al proyecto urbanístico Parque Bicentenario.
La inauguración de este complejo urbano-inmobiliario se celebró el sábado 24 de septiembre de 2011, cuando se realizó la Gran Fiesta de la Clase Media, ocasión que se aprovechó también para entregar miles de subsidios habitacionales a sus beneficiarios. A fines de 2016 se anunció la licitación para la construcción de las primeras 2300 viviendas que formarán la Ciudad Parque Bicentenario de Cerrillos, que tendrá en total unas 18.000, además de áreas verdes. Algunas personas han mostrado su preocupación por el hecho de que la construcción se realizaría en tierras presuntamente contaminadas por las labores que se realizaban en el aeropuerto.
En el edificio modernista del antiguo recinto aéreo, se inauguró en septiembre de 2016 el Centro Nacional de Arte Contemporáneo Cerrillos, que funciona como museo de exposiciones modernas temporales y repositorio de obras de arte chilenas creadas a partir de 1967.

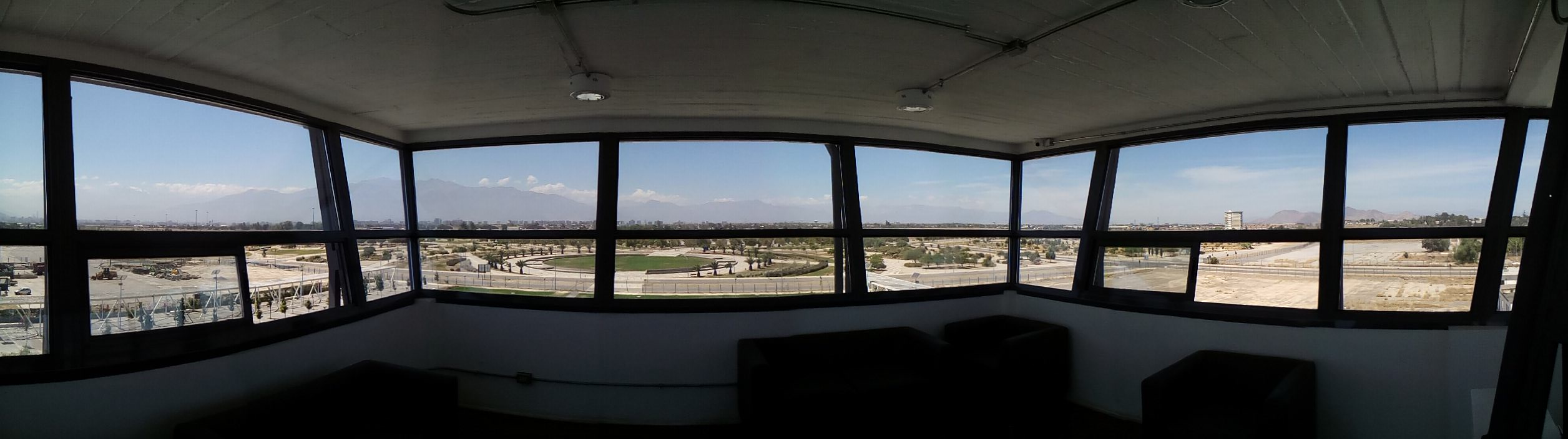
Vista desde la antigua torre de control al Parque Bicentenario (2017)

## Servicios
Los Cerrillos alojó importantes servicios para el país, tanto civiles como militares:
Civiles
- Servicio regular de vuelo comercial hasta el archipiélago Juan Fernández.[nota 2]
- Servicio regular de vuelos particulares de pequeña envergadura hacia Patagonia chilena, incluida Magallanes.[nota 3]
- Servicio regular de carga dentro del país, con aerolíneas como Aeronor Chile.
- Dos de las más importantes escuelas de vuelo nacionales.
- Cuatro clubes aéreos que se encontraban sin posibilidad de hallar otra sede segura dentro de la ciudad.
- Una empresa de aviones fumigadores vital para la actividad agrícola en la región metropolitana y provincias vecinas; también pilotos particulares salían desde esta pista a fumigar.
- Dos talleres-maestranzas, incluyendo la que atendía a los aviones extintores de incendios forestales.
- El único surtidor de combustible para naves aéreas en esta zona de la capital chilena.
- Algunos de los más grandes, espaciosos y modernos hangares disponibles para la aviación civil en todo el país, usados también en arriendo como bodegas u otros servicios.
- La disponibilidad del aeropuerto mismo a las 77 mil operaciones que se realizaban al año, la mayoría de las cuales no eran vuelos recreativos o deportivos, sino para labores importantes como aerofotometría, rescates, labores de prensa, fumigaciones, etc.
- Servicio como oficina zonal de aeronavegabilidad para control, supervisión y fiscalización de la SDI para las regiones de Valparaíso, O'Higgins, Maule y parte de la Metropolitana.

Militar
- Brigada Aeropolicial de Investigaciones de Chile.
- Brigada de Aviación del Ejército de Chile.
- Servicio Aerofotogramétrico de la FACh.
- Grupo N.º 9 de la FACh.
- Feria Internacional del Aire y del Espacio.
- Sede y un lugar de entrenamiento para el equipo acrobático Cóndores de Plata de la FACh.
- Sede y un lugar de entrenamiento para el equipo acrobático Halcones de la FACh.
- Servicio eventual como aeropuerto alternativo en caso de emergencia o crisis de seguridad nacional.

## Cultura popular
- La serie de televisión chilena Sitiados: La otra cara de la conquista fue rodada en parte en los terrenos del aeródromo.[9] Creada por Carmen Gloria López para TVN y Promocine en coproducción con Fox International Channels, está basada en el asedio que sufrió Villarrica (comenzó en 1598 y la ciudad cayó el 7 de febrero de 1602) durante la guerra de Arauco entre los españoles y mapuches en el periodo de la Conquista, y su trama se centra en dramas políticos, sociales y bélicos extraídos de la historia de ese conflicto.[10][11][12]

- El 27 de septiembre de 2015, en los Hangares Suricato, se realizó la primera versión del festival Santiago Gets Louder, que atrajo a más de 40 mil fanáticos del heavy metal.